# Vogeleiland (Lambertsbaai)
Vogeleiland bij Lambertsbaai (Afrikaans: Voëleiland, Engels: Lambert's Bay Bird Island Nature Reserve) is een natuurreservaat op een eilandje in de zuidelijke Atlantische Oceaan vlak voor de kust (ongeveer 100 m) van Lambertsbaai in de provincie West-Kaap van Zuid-Afrika.  
Het eiland is vooral bekend door zijn de grote kolonie Kaapse jan-van-genten die er broeden. Er zijn maar zes van zulke kolonies in de wereld en dit is de enige die voor vogelliefhebbers eenvoudig te bereiken is. Het eilandje is sinds 1956 via een dammetje verbonden met het vasteland. Op het eiland werd een grote schuilhut gemaakt met glasvezel die zo veel mogelijk lijkt op de natuurlijke rotsen van het eiland. Hierdoor kunnen bezoekers de nestelende vogels van zeer nabij gadeslaan.
Er komen ook andere vogels voor, zoals de zwartvoetpinguïn, de kelpmeeuw, de Kaapse aalscholver en Hartlaubs meeuw Er zijn ook kleine aantallen witborstaalscholvers en kroonaalscholvers. De kustaalscholver broedt er sinds de jaren 1970 niet meer.
Tussen 1888 en 1990 werd hier ook guano gewonnen en soms ook eieren geraapt vooral van de pinguïns, want die gelden als een lekkernij. Dit deed deze vogel hier vrijwel verdwijnen maar inmiddels is de bevolking weer hersteld. Ook de Kaapse pelsrob komt hier voor, hoewel de vogels dat niet altijd zo prettig vinden. In 2005 begonnen de robben ineens de jan-van-genten aan te vallen en zo'n 2000 vogelkarkassen bedekten het eiland. De vogels gaven daarna vrijwel het eiland op, maar nadat een plaatselijke kunstenaar, Gerrit Burger, zo'n vijftig lok-jan-van-genten vervaardigd had en deze opgesteld waren, besloten de vogels toch weer terug te keren naar hun vertrouwde stek.